# Cá mập đèn lồng
Cá mập đèn lồng (danh pháp hai phần: Etmopterus spinax) là một loài cá mập có kích thước nhỏ giống hình trụ, sống ở sâu bên dưới vùng biển ở Đại Tây Dương và một số còn được tìm thấy ở vùng Thái Bình Dương, loài này còn hiện diện trong vùng biển quanh đảo Okinawa của Nhật Bản cũng như được phát hiện ở phía đông biển Đông, ngoài khơi đảo Đài Loan và các vùng biển phía nam Nhật Bản. Đây là loài cá mập có khả năng đặc biệt khi cơ thể có thể phát sáng trong bóng tối của vùng nước sâu.

## Đặc trưng
Mỗi con cá mập đèn lồng có 9 vùng phát sáng riêng biệt. Một số vùng như vùng trên bụng góp phần tạo hiệu ứng áo choàng vô hình. Một số vùng thậm chí sáng hơn hiện diện trên các bộ phận giao cấu, sườn, đuôi và vây ngực của cá. Chúng có thể được sử dụng trong quá trình kết đàn và giao tiếp giao phối.
Loài cá này không chỉ có khả năng phát sáng trong bóng tối, mà hiệu ứng ánh sáng đó còn tạo ra một chiếc áo choàng khiến nó vô hình trước kẻ săn mồi. ánh sáng tự nhiên của nó, được tạo ra bởi các bộ phận phát sáng được gọi là photophore, thực hiện rất nhiều chức năng. Đây là một trong những chức năng có lợi nhất vì nó giúp bảo vệ loài cá mập nhỏ này khỏi những loài săn mồi khác ở bên dưới.
Các photophore trên các cơ quan giao cấu có thể giúp ích cho quá trình này. Ngoài ra, đó có thể là một cách để cá phát đi tín hiệu rằng nó đã sẵn sàng cho giao phối hoặc chúng là ứng viên sinh sản tốt hơn trong một hệ thống chọn lựa bạn tình trên cơ sở ánh sáng.